# 20782 Markcroce
20782 Markcroce este un asteroid din centura principală de asteroizi.

## Descriere
20782 Markcroce este un asteroid din centura principală de asteroizi. A fost descoperit pe 4 septembrie 2000 la Socorro, New Mexico, în cadrul proiectului LINEAR. Asteroidul prezintă o orbită caracterizată de o semiaxă mare de 2,32 ua, o excentricitate de 0,10 și o înclinație de 0,1° în raport cu ecliptica.